# Пірназаров Заріпбай
Заріпбай Пірназаров (10 квітня 1940, тепер Кеґейлійський район, Каракалпакстан, Узбекистан) — радянський діяч, орендар радгоспу «Маданіят» Караузяцького району Каракалпацької АРСР. Член ЦК КПРС у 1990—1991 роках.

## Життєпис
У 1960 році закінчив Нукуський гідромеліоративний технікум Каракалпацької АРСР.
У 1960 році працював машиністом екскаватора «Чим-Курганбуду» Камашинського району Сурхандар'їнської області Узбецької РСР.
З 1960 по 1963 рік служив у Радянській армії.
У 1964—1966 роках — тракторист, секретар комітету комсомолу радгоспу «Кеґейлі» Кеґейлійського району Каракалпацької АРСР.
Член КПРС з 1964 року.
У 1966—1971 роках — слюсар, механік радгоспу імені М. Жуманазарова Каракалпацької АРСР.
У 1971—1980 роках — механік, завідувач майстерні, головний інженер радгоспу «Маданіят» Караузяцького району Каракалпацької АРСР.
У 1980—1984 роках — начальник Караузяцького районного відділення «Сільгосптехніка» Каракалпацької АРСР.
У 1984—1985 роках — механік радгоспу «Маданіят» Караузяцького району.
З 1985 року — орендар радгоспу «Маданіят» Караузяцького району Каракалпацької АРСР.
Подальша доля невідома.